# Tragulichthys jaculiferus
Tragulichthys jaculiferus is een straalvinnige vissensoort uit de familie van egelvissen (Diodontidae). De wetenschappelijke naam van de soort is voor het eerst geldig gepubliceerd in 1818 door Cuvier.